# Ленинское (Амурская область)
Ле́нинское — село в Архаринском районе Амурской области, административный центр Ленинского сельсовета.

## География
Село Ленинское стоит вблизи левого берега реки Архара.
Автомобильная дорога к селу Ленинское идёт на юг от районного центра Архара (на правом берегу Архары) через сёла Аркадьевка, Отважное и Красный Исток.
Расстояние до Архары — около 26 км.
От села Ленинское на юг идут дороги к селу Михайловка (стоит в устье Архары) и на левый берег Амура к селу Журавлёвка.

## История
Основано в 1927 г.
Названо в честь вождя и идеолога Октябрьской революции (1917) Владимира Ильича Ульянова-Ленина (1870-1924). Имя В.И. Ленина присваивалось колхозам, предприятиям, полкам, а от них названия переносились и на населенные пункты. Так, в 30-е годы сюда прибыл полк связи им. Ленина, отсюда и название. Кроме того, в селе был колхоз им. Ленина.

## Население
| 2002 | 2010 | 2012 | 2013 | 2014 | 2015 | 2016 |
| ---- | ---- | ---- | ---- | ---- | ---- | ---- |
| 477  | ↘407 | ↘385 | ↘365 | ↘342 | ↘331 | ↗333 |
| 2017 | 2018 |      |      |      |      |      |
| ↘326 | ↘299 |      |      |      |      |      |

## Инфраструктура
Сельскохозяйственные предприятия Архаринского района.